# Thèze (rivière)
Pour les articles homonymes, voir Thèze.
La Thèze est une rivière du sud de la France, sous-affluent de la Garonne par le Lot. Elle traverse les deux départements du Lot et Lot-et-Garonne.

## Géographie
La Thèze prend sa source dans le département de Lot près de Frayssinet-le-Gélat, sur la commune de Saint-Caprais à 221 mètres d'altitude dans la forêt domaniale de la Bessède.
Elle se jette dans le Lot en Lot-et-Garonne, en amont de la commune de Fumel au lieu-dit Condat (« confluent » en gaulois), à 72 mètres d'altitude. La longueur de son cours d'eau est de 26,6 km,.

### Départements, Communes et cantons traversés
La Thèze traverse deux départements, 8 communes et 4 cantons :
- Lot : Saint-Caprais (source), Frayssinet-le-Gélat, Cassagnes, Montcabrier, Saint-Martin-le-Redon, Soturac
- Lot-et-Garonne : Fumel et Montayral (embouchure de part et d'autre du Lot),

Soit en termes de cantons, la Thèze prend sa source dans le canton de Cazals, traverse le canton de Puy-l'Évêque et conflue dans les canton de Fumel et canton de Tournon-d'Agenais.

## Affluents
La Thèze a dix-neuf tronçons affluents référencés dont :
- le Frayssinet : (rg) 5,2 km, sur la commune de Frayssinet-le-Gélat, avec un affluent ;
- la Caupenne : (rd) 6,1 km, aussi appelée la Petite Thèze ou ruisseau de Bonaguil[2] ;
- la Brindière est un affluent de cette dernière : (rd) 3,1 km, sur les quatre communes de Fumel, Saint-Front-sur-Lémance, Saint-Martin-le-Redon, Soturac. C'est au-dessus de son confluent que se trouve le château de Bonaguil, à l'altitude 150 mètres.

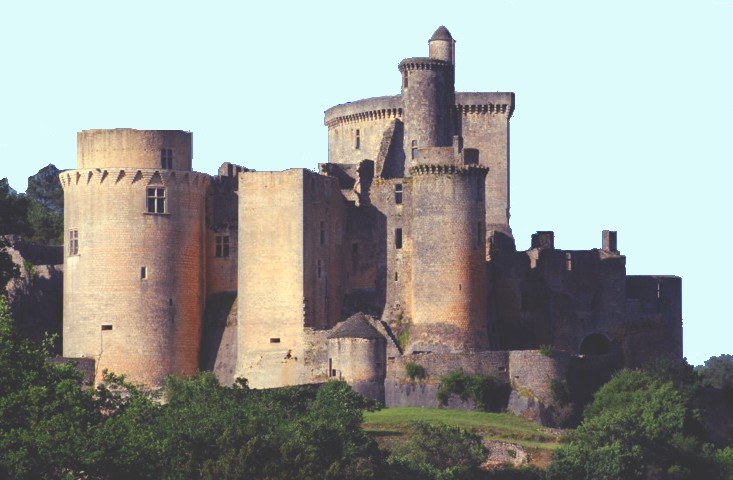
le château de Bonaguil sur la Caupenne

## Hydrologie

### La Thèze à Boussac
Une station de mesure est implantée à Boussac sur la commune de Soturac, à 86 m d'altitude. Le bassin versant y est de 102 km2 et le module de 0,315 m3/s.

## Pêche
Sur la commune de Cassagnes, le Plan d'eau du Moulin du Mas, ou lac de Cassagnes est d'une superficie de 4 hectares et classé 1ère catégorie piscicole.

## Tourisme
- le Château de Bonaguil